# IC 5370
IC 5370 ist eine Linsenförmige Galaxie vom Hubble-Typ S0/a im Sternbild Andromeda am Nordsternhimmel. Sie ist schätzungsweise 472 Millionen Lichtjahre von der Milchstraße entfernt und hat einen Durchmesser von etwa 110.000 Lichtjahren.
Im selben Himmelsareal befinden sich u. a. die Galaxien IC 5371, IC 5372, IC 5373.
Das Objekt wurde am 9. November 1899 von Stéphane Javelle entdeckt.